# Mariotte (Q74)
Mariotte (Q74) byla experimentální ponorka francouzského námořnictva. Vyvinuta byla s důrazem na vysokou rychlost plavby na hladině. Do služby vstoupila v roce 1913. Na svou dobu dosahovala vysoké rychlosti plavby pod hladinou. Dne 26. července 1916 byla potopena vlastní posádkou při neúspěšném pokusu o průnik průlivem Dardanely.

## Stavba

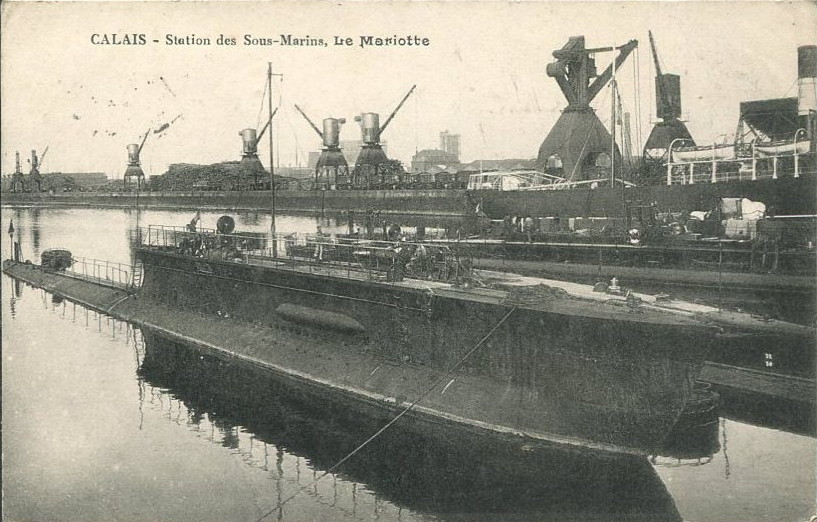
Mariotte

Ponorka Mariotte patřila mezi čtyři francouzské experimentální ponorky objednané v programu pro rok 1906. Konstrukčně navazovala na třídu Émeraude. Postavila ji loděnice Arsenal de Cherbourg. Stavba byla zahájena roku 1908 a na vodu byla spuštěna 2. února 1911. Její dokončení se protahovalo kvůli problémům s pohonem. Testována byla od března 1910 do listopadu 1912. Do služby vstoupila v lednu 1913.

## Konstrukce

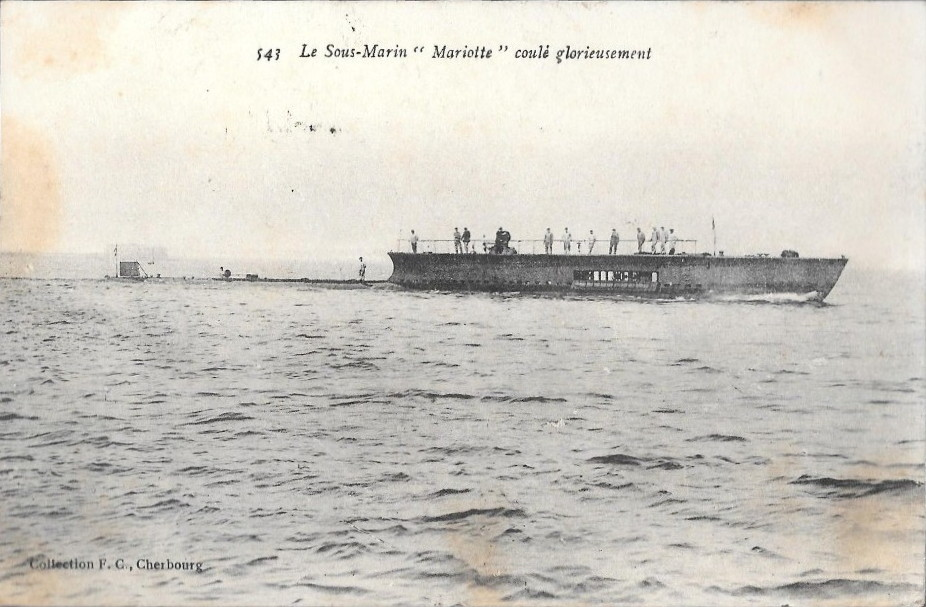
Mariotte během zkoušek

Ponorka měla jednoplášťovou koncepci. Nesla šest 450mm torpédometů. Pohonný systém tvořily dva diesely Sautter-Harlé o výkonu 1400 hp a dva elektromotory o výkonu 1000 hp. Lodní šrouby byly dva. Nejvyšší rychlost dosahovala 14,3 uzlu na hladině a 11,7 uzlu pod hladinou. Dosah byl 1050 námořních mil při deseti uzlech na hladině a sto námořních mil při pěti uzlech pod hladinou.